# King Creole
King Creole is een zwart-wit film uit 1958, met in de hoofdrol Elvis Presley, zijn vierde film. Presley speelt de rebelse Danny Fisher, een rol die werd geschreven voor acteur James Dean. De film is gebaseerd op A Stone for Danny Fisher, een boek van Harold Robbins. Volgens Presley was dit van al zijn films de filmrol die het meest geslaagd was.
De film werd deels op locatie in New Orleans opgenomen en had voor een Elvis-film een vrij sterke bezetting met een regisseur van naam, namelijk Michael Curtiz. Op verzoek van de regisseur schoor Presley zijn bakkebaarden voor de film af. Voor het afmaken van de film kreeg Presley zestig dagen uitstel van zijn diensttijd. 

## Verhaal
Presley speelt een hardwerkende, maar kansarme jongere, gevangen tussen zijn goedbedoelende, maar uitgebluste vader, een schoolsysteem dat niet meewerkt, een jeugdbende en twee vrouwen. 
Hij krijgt een kans om te ontsnappen als hij goedbetaald mag zingen in nachtclub King Creole. Gangster Maxie Fields zet hem onder druk om daar te vertrekken en voor hem te komen werken. Daarbij zet deze gevallen vrouw Ronnie in. Maar ook winkelmeisje Nellie heeft interesse. Verwikkelingen blijven niet uit.

## Rolverdeling
| Acteur         | Personage    |
| -------------- | ------------ |
| Elvis Presley  | Danny Fisher |
| Carolyn Jones  | Ronnie       |
| Walter Matthau | Maxie Fields |
| Dolores Hart   | Nellie       |
| Dean Jagger    | vader Fisher |
| Vic Morrow     | Shark        |

Walter Matthau zou later films maken met Jack Lemmon, waaronder The Odd Couple. Carolyn Jones was in de jaren zestig te zien als Morticia in de serie The Addams Family. Dolores Hart speelde eerder met Elvis in Loving You. Ze maakte nog een paar films en werd later non in een klooster.

## Filmmuziek
- King Creole
- As Long As I Have You
- Hard Headed Woman (slechts deels te zien in de film)
- Trouble
- Dixieland Rock
- Don't Ask Me Why
- Lover Doll
- Crawfish
- Young Dreams
- Steadfast, Loyal And True
- New Orleans